# S/2004 S12
S/2004 S12 is een maan van Saturnus die is ontdekt door Scott S. Sheppard et al. De maan is ongeveer 5 kilometer in doorsnede en draait om Saturnus met een baanstraal van 19,886 Gm in 1046,11 dagen.
Deze maan is niet meer gezien sinds de ontdekking in 2004 en wordt momenteel als verloren beschouwd.